# Romário
Romário de Souza Faria (født 29. januar 1966 i Rio de Janeiro) bedre kendt som Romário er en berømt brasiliansk fodboldspiller, der spiller for America-RJ. Han spillede som angriber for det brasilianske fodboldlandshold der vandt VM i fodbold 1994. Han blev i 1990'erne regnet for at være blandt verdens bedste fodboldspillere og havde blandt andet ophold i de europæiske klubber PSV Eindhoven og FC Barcelona og i brasilianske Flamengo, Fluminense og Vasco da Gama. Romário spillede stadig professionel fodbold i en alder af over 40 år, hvilket gør hans karriere betydelig længere end gennemsnittet.
I 1994 blev han kåret til verdens bedste fodboldspiller og i 2004 blev han udvalgt til FIFA 100 i anledningen af FIFA's 100 års jubilæum.

## Klubkarriere
Romário begyndte sin karriere med at spille for Vasco da Gama og vandt statsmesterskabet i 1987 og 1988. Efter at være blevet opdaget af den hollandske talentspejder Piet de Visser blev han købt af PSV. Han spillede i den hollandske Æresdivision i årene 1988-92 og vandt mesterskabet i 1989, 1991 og 1992. Derefter tog han til Spanien for at spille for det spanske storhold FC Barcelona. Sammen med spillere som Michael Laudrup, Hristo Stoichkov og Ronald Koeman udgjorde han her en trup, der fik det prangende kælenavn Dream Team. I sin første sæson i klubben blev han ligatopscorer med 30 mål i 33 kampe og holdet vandt det spanske mesterskab.
I 1994 blev Romário af FIFA kåret til verdens bedste fodboldspiller og rejste året efter hjem til Brasilien, hvor han spillede for Flamengo. I 1997 tog han et smut til Valencia C.F., men vendte efter en kort periode igen tilbage til Flamengo.
Romário skiftede i 2000 til Vasco da Gama, hvor han vandt Copa Mercosur og det brasilianske mesterskab og blev kåret til årets fodboldspiller i Brasilien og Sydamerika. Fra 2002 til 2004 spillede han for Fluminense, men blev 21. oktober 2004 fyret efter en kontrovers med holdets træner. Endnu engang vendte han tilbage til Vasco da Gama og blev som 40-årig holdets topscorer med 22 mål.
I begyndelsen af 2006 tog Romário til USA for at spille for Miami FC. Efter 18 mål i 23 kampe skrev han kontrakt med Adelaide United i Australien. Det blev kun til få kampe for klubben og en del kritik fra fansene, men han scorede dog i sin sidste kamp. I januar 2007 tog han tilbage til Vasco da Gama og da holdets træner Celso Roth valgte at gå af, overtog Romario i slutningen af 2007 posten i en rolle som spillende træner.
Den 4. december 2007 blev det offentliggjort, at man havde fundet spor af finasteride i en urinprøve fra Romário. Stoffet er på dopinglisten, da det kan skjule brug af anabole steroider. Romário hævdede, at han ikke vidste noget om dette og kun havde brugt stoffet som middel mod hårtab. Den 5. februar 2008 meddelte Romario, at han ville stoppe sin karriere som spiller såvel som træner. I stedet vil han fokusere på at hjælpe det brasilianske fodboldforbund med forberedelserne til VM 2014. Karrieren blev officielt indstillet den 14. april 2008, hvor Romário definitivt sagde stop.

## Landsholdskarriere
Som en del af det brasilianske landshold vandt Romário sølv og scorede syv mål ved Sommer-OL 1988 i Seoul. Han var med i Brasiliens trup ved VM i 1990 og 1994. I alt scorede han 71 mål i 70 landskampe, hvilket gør ham til den næstmest scorende brasilianske landsholdsspiler nogensinde (kun overgået af Pelé med 77 mål). Romário var reserve ved det meste af VM i 1990. Han fik kun 66 minutter på banen i en kamp mod Skotland.

### VM 1994
I 1992, da Romário havde stor succes i PSV, blev han indkaldt til en venskabskamp mod Tyskland i Porto Alegre. Brasiliens træner Carlos Alberto Parreira valgte dog at lade ham blive på bænken hele kampen. Romário udtrykte efter kampen sin utilfredshed ved at sige, at han ikke ville have rejst fra Holland, hvis han havde vidst, at han ikke skulle spille. Denne kommentar fik senere Parreira til at smide ham af holdet.
Brasilien spillede derfor de syv første kampe i kvalifikationen til VM 1994 uden Romário. Resultaterne var skuffende og de var nødt til at besejre Uruguay i den sidste kamp for at vinde gruppen. Parreira gav under for presset fra fans og journalister og tog Romário med i truppen. Brasilien vandt kampen på Maracanã med 2-0. Begge mål blev scoret af tilbagevendte Romário og Brasilien havde dermed kvalificeret sig til slutrunden. 
Ved VM 1994 i USA udgjorde Romário sammen med Bebeto Brasiliens angrebsduo. Holdet vandt turneringen og Romário scorede fem mål: et i hver af de tre gruppekampe mod henholdsvis Rusland, Cameroun og Sverige, et i kvartfinalen mod Holland og et i semifinalen mod Sverige, som sikrede brasilianerne finalepladsen. Desuden scorede han i straffesparkskonkurrencen i finalen mod Italien. Han blev senere kåret til turneringens bedste spiller.

### Fraværet ved VM 1998 og 2002
Romário var ikke med i Brasiliens trup ved VM 1998 i Frankrig. I kvalifikationsfasen havde han modtaget intensiv behandling for en muskelskade, men han nåede ikke at blive spilleklar til udtagelsen af VM-truppen. Brasilien tabte senere finalen til Frankrig. 
Op til VM 2002 i Sydkorea og Japan havde Romário i en alder af 36 år succes i Fluminense, men han blev endnu engang fravalgt til Brasiliens VM-trup. Denne gang tog landstræneren Luiz Felipe Scolari ham af holdet på grund af udisciplineret opførsel. Brasilien blev verdensmester efter en finalesejr over Tyskland. 

### Sidste landskamp
Den 28. april 2005 spillede Romário sin sidste landskamp for Brasilien i en venskabskamp mod Guatemala. Brasilien vandt kampen 2-0 og Romário sluttede af med at modtage et gult kort.  

## 1000 mål
Den 20. maj 2007 scorede Romário sit mål nr. 1000 i karrieren på et straffespark for Vasco da Gama mod Sport Recife. Han hævdede selv at være den anden spiller i verden efter Pelé, der scorede 1000 mål (andre mener at Arthur Friedenreich og Franz Binder også havde formået dette). Målet fik stor opmærksomhed i verdenspressen. Emnet har dog været meget kontroversielt, fordi statistikere mente,  at antallet var forkert. Det skyldes, at Romário også talte mål med fra sin tid som junior og venskabskampe. FIFA erklærede, at han officielt havde scoret 929 mål. 

## Titler
- Rio de Janeiro statsmesterskabet (1987, 1988, 1996, 1999)
- KNVB Cup (1989, 1990)
- Æresdivisionen (1989, 1991, 1992)
- OL sølvmedalje (1988)
- Copa America (1989, 1997)
- La Liga (1994)
- VM i fodbold (1994)
- Confederations Cup (1997)
- Mercosur Cup (1999, 2000)
- Brasiliens Serie A (2000)
- Årets Fodboldspiller i verden (1994)